# Барышовское сельское поселение
Барышовское сельское поселение — упразднённое с 12 апреля 2010 года муниципальное образование в Мошенском муниципальном районе Новгородской области России.
Административным центром была деревня Барышово.
Территория сельского поселения располагалась на востоке Новгородской области на Валдайской возвышенности, к востоку от Боровичей. По территории муниципального образования протекают реки Уверь, Реджа и другие. Территория сельского поселения выходит восточному берегу озера Болонье.
Барышовское сельское поселение было образовано в соответствии с законом Новгородской области от 11 ноября 2005 года № 559-ОЗ.

## Населённые пункты
На территории сельского поселения были расположены 14 населённых пунктов (деревень): Барышово, Бор, Борисово, Заозерицы, Карманово, Киверево, Лаптево, Лопатино, Пестово, Платаново, Рассохино, Савино, Слуды, Сосонье.

## Транспорт
На территории сельского поселения от автотрассы Боровичи — Пестово (ответвление на юг, в 4 км восточнее села Меглицы) проходит автодорога связывающая населённые пункты Барышовского сельского поселения Савино, Сосонье, Пестово, Барышово, Лаптево и Бор.